# Джессі Джеймс Лейя
Джессі Джеймс Лейя (англ. Jesse James Leija, 8 липня 1966) — американський професійний боксер, чемпіон світу за версією WBC (1994) в другій напівлегкій вазі.

## Професіональна кар'єра
Дебютував на профірингу 1988 року. 1992 року завоював вакантний титул чемпіона NABF в напівлегкій вазі.
10 вересня 1993 року вийшов на бій проти чемпіона світу за версією WBC в другій напівлегкій вазі Азума Нельсона (Гана). Результатом бою стала нічия розділеним рішенням суддів. 7 травня 1994 року у Парадайзі (Невада) відбувся грандіозний боксерський вечір, в ході якого відбулися чотири реванші, одним з яких був і реванш Нельсона і Лейя. Цей вечір боксу був названий журналом «Ринг» подією 1994 року. Ганець втратив звання чемпіона, програвши американцю одностайним рішенням суддів.
В першому захисті 17 вересня 1994 року вийшов на бій проти Габріеля Руеласа (Мексика) і програв одностайним рішенням суддів.
Здобувши дві перемоги, у тому числі над Джеффом Мейвезером (США), 15 грудня 1995 року вийшов на бій проти чемпіона світу за версією WBO в легкій вазі Оскаром Де Ла Хойя (США) і програв нокаутом у другому раунді.
Зустрівшись в наступному поєдинку 1 червня 1996 року з Азума Нельсоном, який повернув собі звання чемпіона світу за версією WBC в другій напівлегкій вазі, програв технічним нокаутом в шостому раунді.
Здобувши після цього шість перемог та завоювавши між іншим вакантний титул NABF в легкій вазі, 11 липня 1998 року знов зустрівся в бою з Азума Нельсоном, здобув перемогу одностайним рішенням і завоював вакантний малозначимий титул IBA в легкій вазі.
14 листопада 1998 року вийшов на бій проти чемпіона світу за версією IBF в легкій вазі Шейна Мозлі (США). До зупинки бою Лейя побував в нокдаунах у шостому, восьмому та дев’ятому раундах, а Мослі зберіг титул чемпіона світу, перемігши нокаутом у дев’ятому раунді.
В наступних боях перемоги у Лейя чергувалися з поразками. Він переміг серед інших американців Айвена Робінсона і Мікі Ворда, програвши в титульних боях 19 січня 2003 року Кості Цзю (Австралія) і 29 січня 2005 року Артуро Гатті (Канада), після бою з яким завершив виступи.